# 790 (робот)
Голова робота 790 — персонаж телесериала Лексс. Роль озвучил канадский актёр, продюсер и сценарист Джеффри Хиршфильд.

## Сюжет
Раньше этот дроид обладал телом и обслуживал Ластикон — аппарат по трансформации виновных перед Священным Порядком в рабынь любви. Трансформируя Зев Беллрингер с Б3К, обвинённую в невыполнении своих супружеских обязанностей и унижении своего мужа в храме, дроид случайно подвергся нападению ящерицы Кластера, которая съела его биологическое тело, выплюнув металлическую голову. Так как трансформация была уже запущена, сама Зев после превращения поставила металлическую голову под трансформатор мозга Ластикона, и 790 получил устойчивые установки на любовь. Теперь он обожает всякого, кого увидел в момент пробуждения «сознания», в первой серии это была Зев. Голова дроида содержит маленький участок живого мозга, который органично связан с его обширной кибернетической памятью. Способен непрерывно работать от встроенных аккумуляторов в течение 309 лет. Голова 790 незаменима при решении любых технических проблем, так как всё знает и всё помнит. В течение первых двух сезонов сериала 790 обожал Зев, в третьем сезоне переключился на Кая, последнего из Бруннен-Джи. В финале 4-го сезона 790-й съеден Лекссом младшим.

## История создания
По словам Хиршфильда, идея создания персонажа принадлежала Полу Доновану. Губы на мониторе 790-го — губы самого Хиршфильда, и он рассказывал, что ему приходилось очень сложно во время съёмочного процесса. По его словам, ему было нужно одновременно и читать текст, и управлять глазами 790-го, стоя на другом конце студии в «хоккейном шлеме», в котором он был не в силах даже пошевелиться. Стихи голове робота писали Лекс Гигеров и Хиршфильд приблизительно в равном количестве. После окончания сериала голова робота была продана на интернет-аукционе eBay.

## Реакция
Кейт Букер, профессор Университета Арканзаса, отмечал, что глупо выглядящий робот контрастирует с довольно хорошими остальными спецэффектами сериала и напоминает разумный тостер из «Красного карлика». По мнению Букера, приставания 790-го к Зев — одни из самых вульгарных смешных моментов шоу, а после того, как 790-й переключается на Кая, он становится ещё смешнее. Критик Chicago Sun-Times отметил, что стиль оскорблений робота 790 близок к стилю оскорблений роботов из шоу «Mystery Science Theater 3000». Критик DVD Talk низко оценивает 790. По его мнению, «чем меньше говорить о 790 — тем лучше. Шоу стало бы лучше не в том случае, если бы 790-му писали лучшие шутки, а в том случае, если бы его полностью выписали из сценария».

### Комментарии
1. ↑  англ. ridiculous-looking robot head (which contrasts sharply with the generally sophisticated special effects of the series and is reminiscent of the intellegent toaster of the early Red Dwarf)
2. ↑  англ. Unit 790 slings insults in the tradition of the sarcastic robots who mock dumb space creature movies for "Mystery Science Theater 3000" on cable's Sci-Fi
3. ↑  англ. However, the less said about 790, the better. The show would have been better served not by writing him better lines, but by writing him out entirely